# Aurolzmünster
Aurolzmünster är en ort och köpingskommun i Österrike. Den ligger i distriktet Ried im Innkreis i förbundslandet Oberösterreich, 220 kilometer väster om huvudstaden Wien. 
Kommunen består av 14 orter (Ortschaften) (inom parentes invånarantal 1 januari 2024):

- Altenried (23)
- Aurolzmünster (1 214)
- Danner (97)
- Edenbach (66)
- Forchtenau (894)
- Haging (33)
- Hofing (29)
- Kochreith (31)
- Lauterbrunn (44)
- Maierhof (559)
- Maria Aich (29)
- Schöndorf (14)
- Seyring (19)
- Weierfing (158)